# Rio Jacurici
Rio Jacurici är ett periodiskt vattendrag i Brasilien.   Det ligger i delstaten Bahia, i den östra delen av landet, 1 100 km nordost om huvudstaden Brasília.
Omgivningarna runt Rio Jacurici är huvudsakligen savann. Runt Rio Jacurici är det glesbefolkat, med 11 invånare per kvadratkilometer.